# Antoine-Ulrich de Brunswick-Wolfenbüttel
Ne doit pas être confondu avec Antoine-Ulrich de Brunswick-Wolfenbüttel (1714-1774).
Antoine-Ulrich (4 octobre 1633, Hitzacker – 27 mars 1714, Salzdahlum) est duc de Brunswick-Lunebourg et prince de Wolfenbüttel de 1685 à 1702, puis de 1704 à sa mort.

## Biographie
Antoine-Ulrich est le deuxième fils du duc Auguste II de Brunswick-Wolfenbüttel et de sa seconde épouse Dorothée d'Anhalt-Zerbst. Son frère aîné Rodolphe-Auguste, guère intéressé par le gouvernement de son État, l'associe au pouvoir en 1685.
En 1692, l'empereur Léopold Ier élève à la dignité électorale le duc Ernest-Auguste de Brunswick-Lunebourg qui prend le titre de duc-électeur de Hanovre. En 1699, la nièce de celui-ci, Wilhelmine-Amélie de Brunswick-Lunebourg épouse Joseph alors roi des Romains. En 1701, par l'Acte d'établissement (Act of Settlement), le parlement anglais exclut de la succession au trône, les princes et princesses catholiques. De fait, Sophie de Hanovre, veuve d'Ernest-Auguste devient, à 71 ans, l'héritière du trône britannique. Les Hanovre régneront sur l'empire britannique jusqu'en 1901.
Jaloux, Rodolphe-Auguste et Antoine-Ulrich décident de rallier le camp de la France quand éclate la guerre de Succession d'Espagne.
En 1702, Georges Ier de Hanovre, fils et successeur d'Ernest-Auguste, envahit le Wolfenbüttel et l'empereur Léopold Ier oblige Antoine-Ulrich à abdiquer. Rodolphe-Auguste redevient ainsi seul duc jusqu'à sa mort, deux ans plus tard. Comme il ne laisse pas de fils, c'est Antoine-Ulrich qui lui succède.
Dès lors, Antoine-Ulrich entame une politique de réconciliation avec l'empereur Léopold Ier et soutenu par la reine des Romains (Wilhelmine-Amélie de Brunswick-Lunebourg devenue impératrice en 1705), négocie le mariage de sa petite-fille, Élisabeth-Christine de Brunswick-Wolfenbüttel, avec Charles, le fils cadet de l'empereur, alors prétendant à la couronne espagnole. Le mariage a lieu le 1er août 1708 à Barcelone et, son mari combattant, la jeune princesse est presque immédiatement nommée régente d'Espagne.
Monarque éclairé, Antoine-Ulrich agrandit la Bibliotheca Augusta créée par son père et écrit lui-même deux romans (Die durchleuchtige Syrerin Aramena et Die Römische Octavia) et plusieurs poèmes. Il apporte son soutien à Anton Wilhelm Amo, un esclave libéré qui devient philosophe. Il se convertit au catholicisme en 1709.
En 1711, fort de l'alliance impériale, Antoine-Ulrich marie brillamment une autre de ses petites-filles : Charlotte-Christine de Brunswick-Wolfenbüttel épouse le tsarévitch Alexis Petrovitch de Russie. Quelques semaines plus tôt était mort l'empereur Joseph Ier. Son frère Charles VI lui avait succédé et Élisabeth-Christine était devenue impératrice. La paix put alors être signée et c'est dans une Europe apaisée que mourut à 81 ans, le duc Antoine-Ulrich.

## Descendance
Antoine-Ulrich épouse le 17 août 1656 sa cousine Élisabeth-Julienne (1634-1704), fille du duc Frédéric de Schleswig-Holstein-Sonderburg-Norbourg et de sa deuxième épouse Éléonore d'Anhalt-Zerbst. Ils ont treize enfants :
- Auguste-Frédéric (1657-1676) ;
- Élisabeth-Éléonore (1658-1729), épouse en 1675 le prince Jean-Georges de Mecklembourg (de), puis en 1681 le duc Bernard Ier de Saxe-Meiningen ;
- Anne-Sophie (1659-1742), épouse en 1677 le prince Charles-Gustave de Bade-Durlach ;
- Léopold-Auguste (1661-1662) ;
- Auguste-Guillaume (1662-1731), duc de Brunswick-Wolfenbüttel ;
- Auguste-Henri (1663-1664) ;
- Auguste-Charles (1664-1664) ;
- Auguste-François (1665-1666) ;
- Augusta-Dorothée (1666-1751), épouse en 1684 le duc Antoine Günther II de Schwarzbourg-Sondershausen-Arnstadt ;
- Amélie-Antonia (1668-1668) ;
- Henriette-Christine (1669-1753), abbesse de Gandersheim ;
- Louis-Rodolphe (1671-1735), duc de Brunswick-Wolfenbüttel ;
- Sibylle-Rosalie (1672-1673).

## Œuvre
- Der Hoffmann Daniel, 1663 (drame)
- Christ Fürstliches Davids-Harpfenspiel, 1667 (poèmes)
- Die durchleuchtige Syrerinn Aramena, 5 vols., 1669—1673 (roman)
- Octavia. Römische Geschichte, 6 vols., 1677—1707; version augementée 6 vols., 1712/1713 (roman)